# Friedrichswerdersches Rathaus

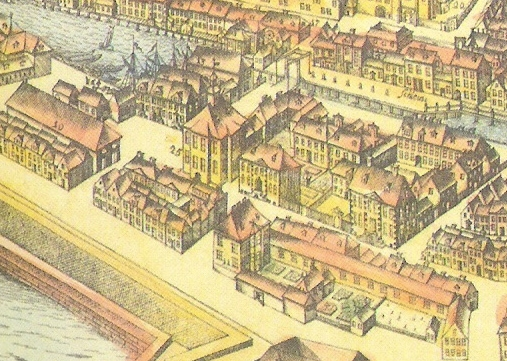
Das Friedrichswerdersche Rathaus (Nr. 25) am Werderschen Markt auf dem Friedrichswerder; rechts daneben das Palais Danckelmann; Ausschnitt aus der kolorierten Berliner Stadtansicht von Johann Bernhard Schultz (1688)

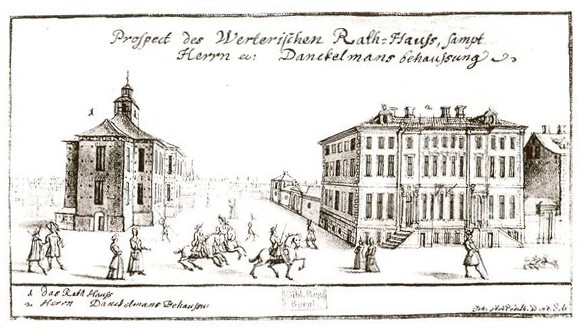
Das Friedrichswerdersche Rathaus (links) mit dem danebenliegenden Palais des brandenburgischen Ministers Danckelmann (rechts), 1690; Zeichnung von Stridbeck d. J.

Das Friedrichswerdersche Rathaus war das Hauptgebäude der neben den Schwesterstädten Berlin und Cölln 1662 gegründeten und zunächst eigenständigen Stadt Friedrichswerder. Das Rathaus wurde 1673–1678 von dem kurfürstlichen Stuckateur Giovanni Simonetti erbaut, ein Brand im Jahr 1794 zerstörte es.

## Friedrichswerder, eine aufstrebende Residenzstadt
Der Stadtkern von Berlin-Cölln dehnte sich unter dem Großen Kurfürsten rasch aus. Das erste Erweiterungsgebiet war der morastige und zunächst zu entwässernde Friedrichswerder, der 1658 in die vom Kurfürsten betriebene Befestigung Berlins und Cöllns einbezogen wurde. Am 19. September 1662 erhielt der Friedrichswerder das Stadtrecht und wurde neben Berlin und Cölln offiziell dritte Residenzstadt an der Spree. Erster Bürgermeister wurde Johann Gregor Memhardt, der Erbauer der Festung Berlin. Er nahm auch seinen Wohnsitz auf dem Friedrichswerder.
Um 1673 ordnete der Große Kurfürst den Bau eines eigenen Rathauses für die neue Residenzstadt durch den Baumeister und Stuckateur Giovanni Simonetti (1652–1716) an. Das Gebäude konnte 1678 bezogen werden. Sein Standort war nahe dem (alten) Packhof an der Schleusenbrücke. Direkt vor dem Rathaus befand sich der mit Linden bepflanzte Werdersche Markt, damals der Mittelpunkt des Friedrichswerders. Als Marktplatz des Friedrichswerders hieß der Platz vor dem Rathaus zunächst nur Markt oder aufgrund der dort vorzugsweise gehandelten Tiere auch Kälbermarkt oder Gänsemarkt.

## Baubeschreibung
Das Gebäude war zwei Stockwerke hoch und hatte auf allen vier Seiten Vorsprünge (Risalite). Auf dem Dach befand sich ein Uhrenturm mit einem Glockengeläut. Mit dem Geläut wurde regelmäßig auf die bevorstehende Schließung der Stadttore aufmerksam gemacht.

## Standort staatlicher Einrichtungen
Der Friedrichswerder erlebte in den Folgejahren eine rasante Aufwärtsentwicklung. Hier lebten viele Hofbeamte, aber auch zugewanderte Hugenotten. Bereits 1688 war das neue Stadtgebiet weitgehend bebaut, nicht zuletzt weil der Große Kurfürst den Bürgern hierfür finanzielle Anreize in Form der Befreiung von Abgaben gewährte. In der Umgebung des Friedrichswerderschen Rathauses befanden sich die kurfürstliche, später königliche Münzanstalt, das Wohnhaus des brandenburgischen Ministers Eberhard von Danckelman, das später als Fürstenhaus die Funktion eines Staatsgästehauses der preußischen Regierung übernahm. Benachbart war ebenfalls das königliche Reithaus.

## Vereinigung der Stadtverwaltungen

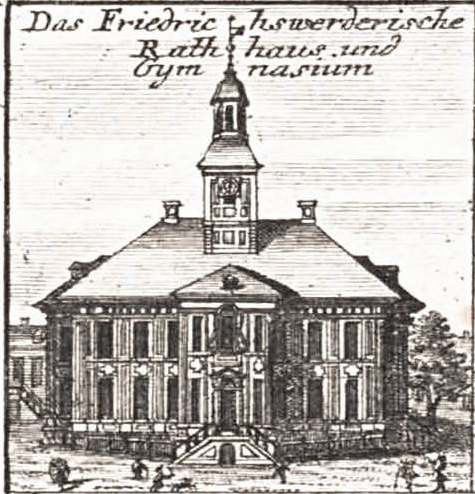
Seit 1720 wurde das Friedrichswerdersche Rathaus als Gerichts- und Schulgebäude genutzt.
Beibild zu dem Berlin-Stadtplan von Schleuen

Im Jahr 1710 wurden alle (inzwischen fünf) ursprünglich eigenständigen Residenzstädte, die jeweils über einen eigenen Magistrat, ein eigenes Siegel und Wappen verfügten, unter einer einzigen Stadtverwaltung zusammengefasst: Berlin, Cölln, Friedrichswerder, Friedrichstadt und Dorotheenstadt bildeten seither die Stadt Berlin.
Ab 1720 versammelten sich die früher separat agierenden Magistrate offiziell gemeinsam im Berliner Rathaus als dem allen gemeinsamen Zentrum. Damit hatte das Friedrichswerdersche Rathaus seine ursprüngliche Funktion verloren. In dem Gebäude wurde nun im Obergeschoss das 1681 begründete, spätere Friedrichswerdersche Gymnasium mit seiner Schulbibliothek untergebracht. Im Erdgeschoss wurde eine Gerichtsstube eingerichtet, die auch vom Gesundheitsamt der Stadt genutzt wurde. Zeitweilig beherbergte das Gebäude auch eine Kirche (die deutsche Gemeinde der Friedrichswerderschen Kirche).

## Zerstörung durch Feuer
In der Nacht vom 26. zum 27. November 1794 brannte das frühere Rathaus ab und wurde nicht wieder aufgebaut. Seinen Platz nahm der 1798–1800 errichtete Erweiterungsbau für die königliche Münzanstalt von Heinrich Gentz ein, die später so genannte Alte Münze, die ihrerseits 1886 für den Geschäftshaus-Neubau des Werderhauses abgebrochen wurde. Heute befindet sich an dieser Stelle der neugebaute vordere Teil des Auswärtigen Amtes.